# Guerra russo-ucraïnesa
La guerra russo-ucraïnesa és un conflicte internacional en curs entre Rússia, juntament amb les forces independentistes russes, i Ucraïna, que va tenir el seu inici al febrer de 2014. Després de la revolució de la dignitat a Ucraïna, Rússia va anexionar la península de Crimea, que pertanyia a Ucraïna, i va donar suport als separatistes prorussos que s'enfrontaven a l'exèrcit ucraïnès a la guerra al Donbàs. Els primers vuit anys de conflicte també han vist incidents navals, ciberatacs i tensions polítiques creixents.
Al febrer de 2022, Rússia va iniciar una invasió a gran escala d'Ucraïna que va provocar la crisi de refugiats de més ràpid creixement a Europa des de la Segona Guerra Mundial, amb més de 6,5 milions d'ucraïnesos fugint del país i un terç de la població desplaçada. El 17 de març de 2023 el Tribunal Penal Internacional va emetre una ordre de detenció contra Vladímir Putin per la seva implicació en crims de guerra per la deportació de nens ucraïnesos a Rússia.
El 30 de setembre de 2022, Vladimir Putin va signar els tractats d'annexió a Rússia de Donetsk, Luhansk, Kherson i Zaporíjia.

## Antecedents
Tret de determinades zones del nord-est d'Ucraïna, ancestralment russes, la major part de la població russa d'Ucraïna és descendent de les grans migracions que van començar a principis del segle XVII amb els canvis d'aliances polítiques, els avenços territorials dels eslaus en detriment dels tàtars de l'Horda d'Or i el desplaçament de terratinents des del centre de Rússia fins a la part europea de l'Imperi, que van portar militars i serfs russos fins al sud de l'actual Ucraïna. Aquesta migració es van intensificar a l'època soviètica.
Al començament de 2014, les protestes a l'Euromaidan van conduir a la revolució de la dignitat i a l'expulsió del president ucraïnès prorus, Víktor Ianukòvitx el 22 de febrer i la Rada Suprema immediatament va acordar abolir la Llei de política lingüística de 2012, que establia que on un determinat idioma fos parlat per almenys 10% dels habitants, aquest idioma podia adquirir el rang de llengua cooficial, però el 3 de març el president interí del parlament, Oleksandr Turtxínov, es va negar a signar la resolució fins que la Rada no n'elaborés una nova. Ràpidament, els aldarulls prorussos van sorgir a les regions orientals i meridionals d'Ucraïna. Al mateix temps, forces militars russes sense uniformar van desplegar-se a la península de Crimea, prenent el control d'edificis governamentals, llocs estratègics i infraestructures clau, i en el referèndum del 16 de març els crimeans van votar l'adhesió a Rússia amb un 96,7% dels vots i el Parlament va acordar que la demanaria formalment aquell mateix dia, presentant una sol·licitud a la Duma de la Federació Russa. Per la seva banda, aquest organisme va comunicar que es reuniria el dia 21 de març per votar un projecte de llei sobre la qüestió.

## Guerra al Donbàs
A l'abril de 2014, independentistes armats prorussos van prendre el control d'edificis governamentals a la regió oriental de Donbàs i van proclamar la República Popular de Donetsk (DPR) i la República Popular de Luhansk (LPR) com a estats independents, encetant la Guerra al Donbàs. Els separatistes van rebre un considerable però secret suport de Rússia, i els intents d'Ucraïna per recuperar completament les àrees controlades pels separatistes van fracassar. Tot i que Rússia va negar la seva implicació, les forces militars russes van ser participants actius en els combats. Al febrer de 2015, Rússia i Ucraïna van signar els acords de Minsk II per posar fi al conflicte, però aquests acords mai es van arribar a aplicar plenament en els anys següents. La guerra al Donbàs es va convertir en un conflicte violent però estàtic entre Ucraïna i les forces russes i separatistes, amb moltes treves curtes, però sense una pau duradora i amb pocs canvis en el control territorial.
A partir del 2021, Rússia va desplegar una gran presència militar prop de la seva frontera amb Ucraïna, incloent-hi la veïna Belarús. Funcionaris russos van negar repetidament els plans d'atacar Ucraïna. El president rus, Vladimir Putin, va criticar l'ampliació de l'OTAN i va exigir que Ucraïna no s'unís a l'aliança militar. També va expressar opinions irredentistes i va qüestionar el dret d'Ucraïna a existir com a nació independent.

## Invasió russa d'Ucraïna del 2022

Invasió russa d'Ucraïna del 2022

Rússia va reconèixer oficialment la República Popular de Donetsk i la República Popular de Luhansk com a estats independents al febrer de 2022. El 24 de febrer, Vladímir Putin va anunciar que havia pres la decisió de llançar una operació militar a l'est d'Ucraïna. En el seu discurs, Putin va dir que no hi havia plans per ocupar el territori d'Ucraïna i va afirmar que donava suport al dret dels pobles d'Ucraïna a l'autodeterminació. Pocs minuts després de l'anunci de Putin, es van registrar explosions a Kíiv, Khàrkiv, Odessa i el Donbàs, van desembarcar tropes a Odessa i Mariúpol i va llançar míssils de creuer i balístics als aeròdroms, quarters generals militars i dipòsits militars a Kíiv, Khàrkiv i Dniprò. Les forces russes van prendre el control del canal de Crimea del Nord, permetent a Crimea obtenir aigua del Dnièper, tallat des del 2014.

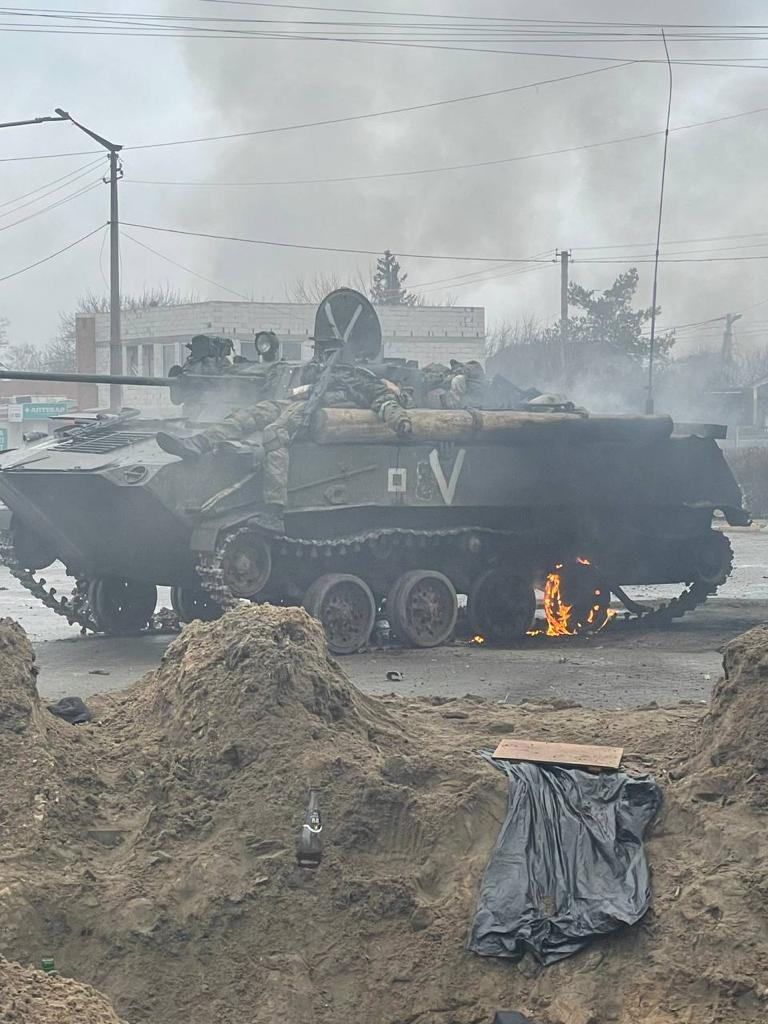
BMD-2 malmès de la 31a Brigada d'Assalt Aeri de la Guàrdia de la Federació Russa amb soldats de la unitat morts durant els combats a Kiev

Belarús va permetre el pas a les tropes russes per a envair Ucraïna des del nord i vehicles de combat s'aproximaren a 50 quilòmetres de Kíiv procedents de Belarús i es produïen enfrontaments a Sumi, Starobilsk, la Central nuclear de Txernòbil a 150 quilòmetres de Kíiv i l'aeroport Antónov a 40 quilòmetres de Kíiv. Ucraïna no va poder retenir la central nuclear de Ternòbil però va vèncer en la batalla de l'aeroport Antónov, impedint l'encerclament de la ciutat.
La invasió va rebre una condemna internacional. L'Assemblea General de les Nacions Unides va aprovar una resolució que condemnava la invasió i exigia la retirada total de Rússia el març de 2022. La Cort Internacional de Justícia va ordenar a Rússia que suspengués les operacions militars, i el Consell d'Europa va expulsar Rússia.
Els Estats Units d'Amèrica, la Unió Europea i altres països occidentals van introduir o ampliar significativament les sancions que cobreixen el president rus Vladimir Putin, altres membres del govern i els ciutadans russos en general. A alguns bancs russos se'ls va prohibir l'ús del sistema de pagaments internacionals SWIFT. Les sancions i els boicots de Rússia i Bielorússia van afectar l'economia russa. Molts països van proporcionar ajuda humanitària i militar a Ucraïna.
El 26 de febrer va començar el setge de Mariupol quan el front les tropes es desplaçaven cap a l'est per enllaçar amb les regions controlades al Donbas, l'endemà les forces russes van capturar Berdiansk i l'1 de març van ocupar Melitòpol.
Les forces ucraïneses van utilitzar artilleria per bombardejar els combois russos per aturar l'avanç a Kíiv, i el 27 de febrer van destruir un pont que unia Butxa i Irpin. El 3 de març es va produir o es va fer pública la retirada parcial de l'exèrcit ucraïnès a la part occidental de Bakhmut, fent explosionar els ponts que separen ambdues parts de la ciutat a riba i riba del riu Bakhmutovka, davant l'avanç dels mercenaris del Grup Wagner. El 16 de març, el govern ucraïnès va anunciar que les seves forces havien iniciat una contraofensiva per repel·lir les forces russes que s'acostaven a Kíiv. Els combats van tenir lloc a Butxa, a Hostomel i Irpín.
L'avanç rus va ser aturat a mitjans de març de 2022, principalment a causa de la intensa resistència ucraïnesa en la seva capital, Kíiv i sense poder prendre Khàrkiv ni Txerníhiv, però havent ocupat Kherson el 3 de març i arribant fins a Mikolaiv, que no van poder capturar, capturant Enerhodar, on es troba la central nuclear de Zaporíjia, i tropes russes van prendre control de la planta on a conseqüència del foc creuat va haver-hi un focus d'incendi.
El 17 de març de 2023 el Tribunal Penal Internacional va emetre una ordre de detenció contra Vladímir Putin per la seva implicació en crims de guerra per la deportació de nens ucraïnesos a Rússia.

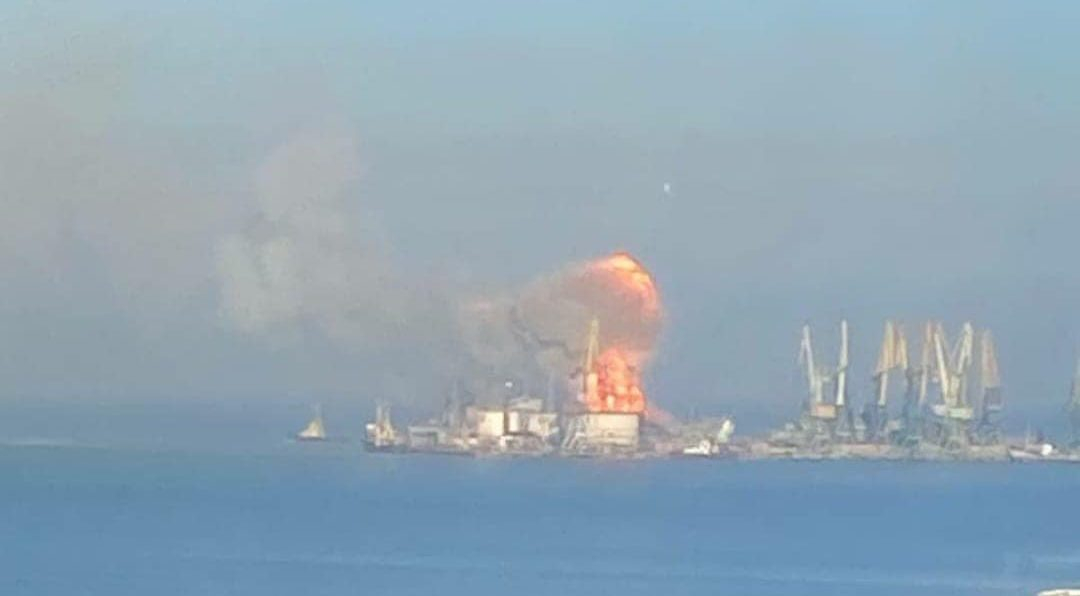
El vaixell d'assalt amfibi rus BDK Sarátov en flames al port de Berdyansk

El 24 de març de 2022 mentre el vaixell rus de desembarcament BDK Sarátov descarregava al port de Berdiansk va ser destruït per un míssil Totxka-U i la resta del comboi va resultar danyat.

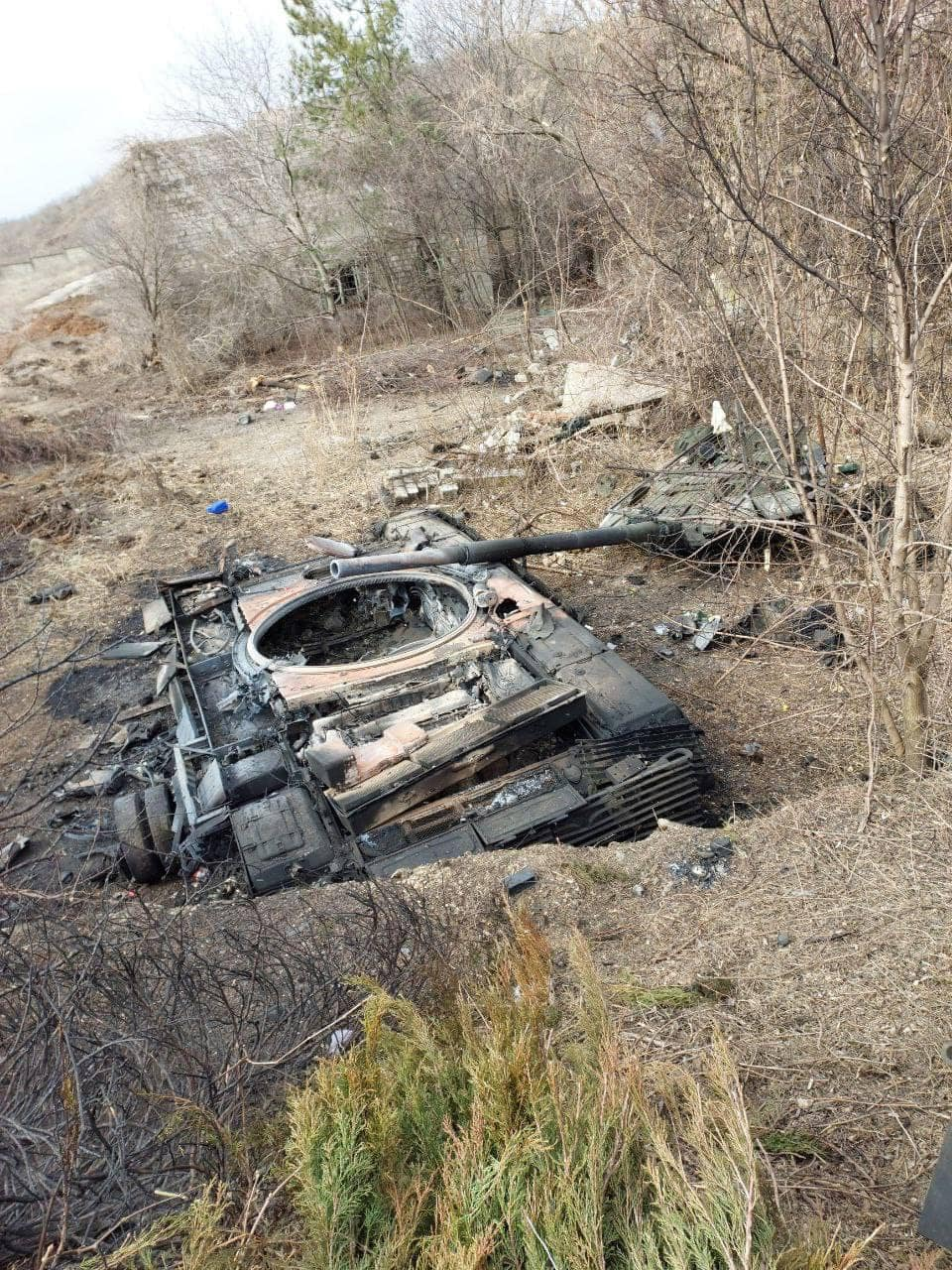
T-72 rus destruit en el front de Mariúpol

El 25 de març les tropes russes van iniciar una ràpida retirada de Kíiv i Txerníhiv per concentrar-se en l'est i el sud d'Ucraïna, capturant Izium l'1 d'abril després d'un mes de combats, un node de comunicacions que va permetre connectar les seves forces a l'oblast de Kharkiv amb les del Donbas, i fent caure Mariúpol a mitjans de maig després d'un setge de gairebé tres mesos i eliminar les darreres bosses de resistència a la planta siderúrgica d'Azovstal el 20 de maig, on es van rendir 2.439 membres del batalló Azov i tropes ucraïneses.

## Contraofensiva ucraïnesa de 2022

### Contraofensiva de Khàrkiv
Després de les victòries i guanys territorials russos inicials, Ucraïna va iniciar diverses contraofensives al nord-est i al sud del país. El 2 d'abril, les autoritats ucraïneses van afirmar que tota la regió de Kíiv havia estat reconquerida, i el creuer Moskvà, vaixell insígniava de la flota, va ser impactat per dos míssils de creuer antibuc Neptú ucraïnesos, provocant un incendi a bord i l'abandonament de la tripulació abans del seu enfonsament.

Contraofensiva ucraïnesa del 2022 (7 d'abril a 5 de setembre de 2022)

Iniciativa del Gra del Mar Negre renovada el 17 de novembre del 2022, després de signar-se inicialment el 22 de juliol de 2022

Una de les conseqüències d'aquesta guerra fou els problemes per exportar blat i altres cereals, tant per part d'Ucraïna com de Rússia, degut a les sancions internacionals. Entre els dos països exportaven més d'un terç del blat del món, així com altres cereals i, en el cas de l'oli de gira-sol, Ucraïna sola n'exportava abans de la guerra el 46% mundial. El juliol del 2022 es va signar a Istanbul un acord (en anglès Black Sea Grain Initiative) pel qual es garantia que tots dos països poguessin seguir exportant-ne (en el cas de Rússia afegint fertilitzants), amb la mediació de Turquia i les Nacions Unides, i així alleujar possibles augments de la fam al món i, en especial, estabilitzar els preus als mercats internacionals. A partir d'aquest acord es va establir un corredor per la sortida de vaixells des dels ports ucraïnesos de la mar Negra, a l'entorn de la zona d'Odessa.
El 29 d'agost de 2022 va començar la contraofensiva de Kherson i les forces ucraïneses van començar a recuperar terrenys, en una maniobra de distracció perquè el 6 de setembre de 2022 les forces ucraïneses van llançar una reeixida contraofensiva sorpresa a la regió de Khàrkiv, en la que milers de soldats russos van quedar darrere les línies ucraïneses i es van captura importants arsenals de munició, vehicles i armament rus.

Contraofensiva ucraïnesa del 2022 (5 de setembre a 11 de novembre de 2022)

En resposta a l'avanç de les forces ucraïneses, les unitats de reserva russes van ser enviades com a reforç tant a Kupiansk com a Izium, però el 9 de setembre, l'administració recolzada per Rússia va ordenar l'evacuació a Rússia de la població d'Izium, Kupiansk i Velykyi Burluk i l'endemà les forces ucraïneses van recuperar Kupiansk i Izium i avançaven cap a Lyman.
Gran part del front rus de la província de Khàrkiv va col·lapsar l'11 de setembre i l'exèrcit d'Ucraïna i el 12 de setembre del 2022 les forces ucraïneses van aconseguir una retirada parcial russa al nord del Dnièper, fins a Lyman, una ciutat important de l'oblast de Donetsk amb crítiques línies de subministrament russes, i després de tres setmanes de combats, i l'1 d'octubre, les forces ucraïneses van entrar a Lyman després de travessar el riu Síverski Donets i de la retirada russa obrint les portes a un possible avanç cap al nord fins a Svàtove i cap a l'est fins a Kreminnà.

### Annexió russa dels territoris ocupats

Annexió russa del sud i l'est d'Ucraïna

A finals de setembre, Rússia va declarar l'annexió de la República Popular de Donetsk, la República Popular de Luhansk i les províncies de Kherson i Zaporíjia, parcialment ocupades a l'est i al sud d'Ucraïna, mitjançant l'aprovació d'un referèndum, tot i que aquesta acció no va ser reconeguda a nivell internacional.
El 21 de setembre Rússia va declarar una mobilització parcial dels reservistes militars. El ministre de Defensa, Serguei Xoigú, va anunciar que planejava mobilitzar 300.000 reclutes. El Servei Federal de Seguretat Rus va informar que 261.000 homes havien abandonat Rússia després de l'anunci de mobilització.
El 26 de setembre una sèrie d'explosions submarines van malmetre els gasoductes Nord Stream 1 (NS1) i Nord Stream 2 (NS2) propietat majoritàriament de la companyia de gas estatal majoritària russa, Gazprom i que transporten gas natural de Rússia a Alemanya a través del mar Bàltic. Diversos mitjans de comunicació internacionals van informar que un grup pro-ucraïnès podria haver portat a terme l'atac amb explosius transportats en un iot llogat per sis persones amb passaports falsificats professionalment, per a una empresa polonesa amb dos propietaris ucraïnesos. El iot, anomenat Andròmeda, va sortir de Rostock el 6 de setembre, amarrant breument al port de Wiek ia l'illa danesa Christiansø, que es troba a 12 milles nàutiques del lloc de l'explosió.
El 8 d'octubre de 2022 el Pont de Crimea, que uneix el krai de Krasnodar amb la península de Crimea va ser atacat amb un camió carregat amb explosius que provocar l'incendi del combustible de set vagons cisterna d'un ferrocarril, destruint diversos trams de la calçada. En octubre Rússia va iniciar una campanya massiva d'atacs contra les infraestructures d'Ucraïna.

### Retirada russa del nord del Dniéper
El 9 de novembre el ministre de defensa rus Serguei Xoigú va ordenar la retirada oficial de totes les tropes al nord del riu Dniéper, incloent Kherson, d'on, en cas d'ofensiva ucraïnesa seria impossible recular i milers de soldats russos podien quedar tancats en una bossa entre el Dniéper i l'exèrcit enemic. L'11 de novembre de 2022, les Forces Armades d'Ucraïna van recuperar la ciutat de Kherson i altres zones de l'oblast de Kherson i parts de l'oblast de Mykolaiv a la riba dreta del Dniéper del control rus, que es van retirar a la riba esquerra de l'oblast de Kherson durant entre el 9 i l'11 de novembre.

### Estancament del front
Rússia va passar l'hivern duent a terme operacions ofensives poc conclusives a Donbàs i, a la primavera de 2023, va consolidar les seves posicions en previsió d'una presumpta contraofensiva ucraïnesa.
A finals de 2022, després de les contraofensives ucraïneses de Kharkiv i Kherson, el front Bakhmut-Soledar es va convertir en un focus important de la guerra, sent una de les poques línies de front on Rússia va romandre a l'ofensiva i els atacs a Bakhmut es van intensificar el novembre amb els reforços de les unitats redistribuïdes des del front de Kherson i amb reclutes recentment mobilitzats, que durant l'hivern van anar conquerint parts de la ciutat.
La nit de cap d'any l'exèrcit ucraïnès va llançar un atac amb coets contra l'edifici de l'Escola Tècnica Professional a Makiivka amb coets HIMARS, que van destruir l'edifici i l'equipament militar proper, i en el que van morir desenes de soldats russos.
El 10 de febrer de 2023 el pont de Zatoka, que creua el liman del Dniéper va ser colpejat per un dron naval rus.

Incursió de grups opositors russos a l'óblast de Bélgorod (23 a 27 de maig del 2023)

El 2 de març de 2023 el Cos de Voluntaris Russos, un grup paramilitar integrat per ciutadans russos establerts a Ucraïna i oposat al règim rus de Vladimir Putin, va travessar la frontera russa i va atacar els pobles de Lyubechane i Sushany a l'oblast de Bryansk, matant dos civils, abans que el Servei Federal de Seguretat els obligués a tornar a Ucraïna, i va dur a terme una incursió de més abast el maig de 2023 a la regió de Bélgorod, juntament a la Legió Llibertat de Rússia, endinsant-se 42 quilòmetres en terreny rus, en el que fou la incursió més important feta per forces opositores russes des de l'inici de la guerra. L'1 de juny es va produir una nova incursió de la Legió Llibertat de Rússia i el Cos de Voluntaris Russos a la regió russa de Bélgorod.

## Contraofensiva ucraïnesa en 2023
El juny de 2023, les forces ucraïneses van llançar gradualment una sèrie de contraofensives centrats en Oríkhiv, Tokmak i Bakhmut amb l'objectiu de trencar les línies del front, trobant una forta resistència russa. La contraofensiva va ser àmpliament considerada com un moment crucial de la guerra. Les forces ucraïneses no van arribar a la ciutat de Tokmak un objectiu mínim segons el general ucraïnès Oleksandr Tarnavskyi, i el probable objectiu inicial d'arribar al mar d'Azov per dividir les forces russes al sud d'Ucraïna no es va aconseguir, i a principis de desembre de 2023, la contraofensiva es va considerar aturada o fracassada.

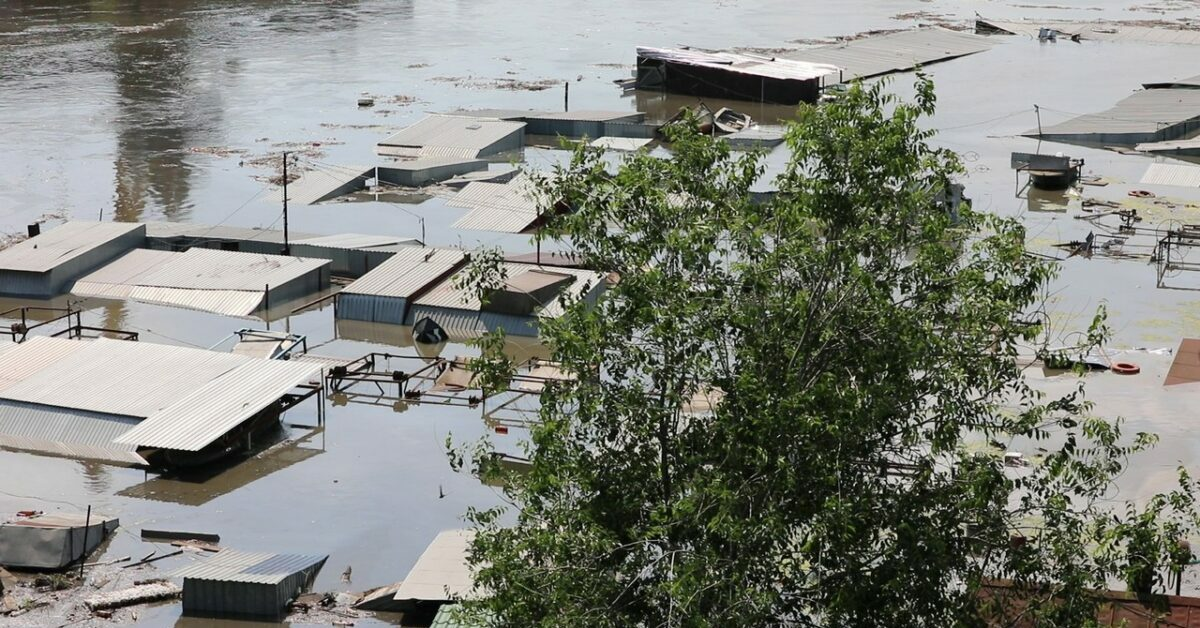
Inundació a Kerson després de la destrucció de la presa de Nova Kakhovka

El 6 de juny la presa de Nova Kakhovka a Ucraïna va cedir, provocant grans inundacions curs avall del riu. La presa estava situada al riu Dniéper a l'oblast de Kherson. Les autoritats russes i ucraïneses es van culpar mútuament de la destrucció. Malgrat que amb l'aigua de l'embassament es refrigeraven els reactors de la central nuclear, l'Agència Internacional de l’Energia Atòmica no hi va veure un risc immediat d'entrada.

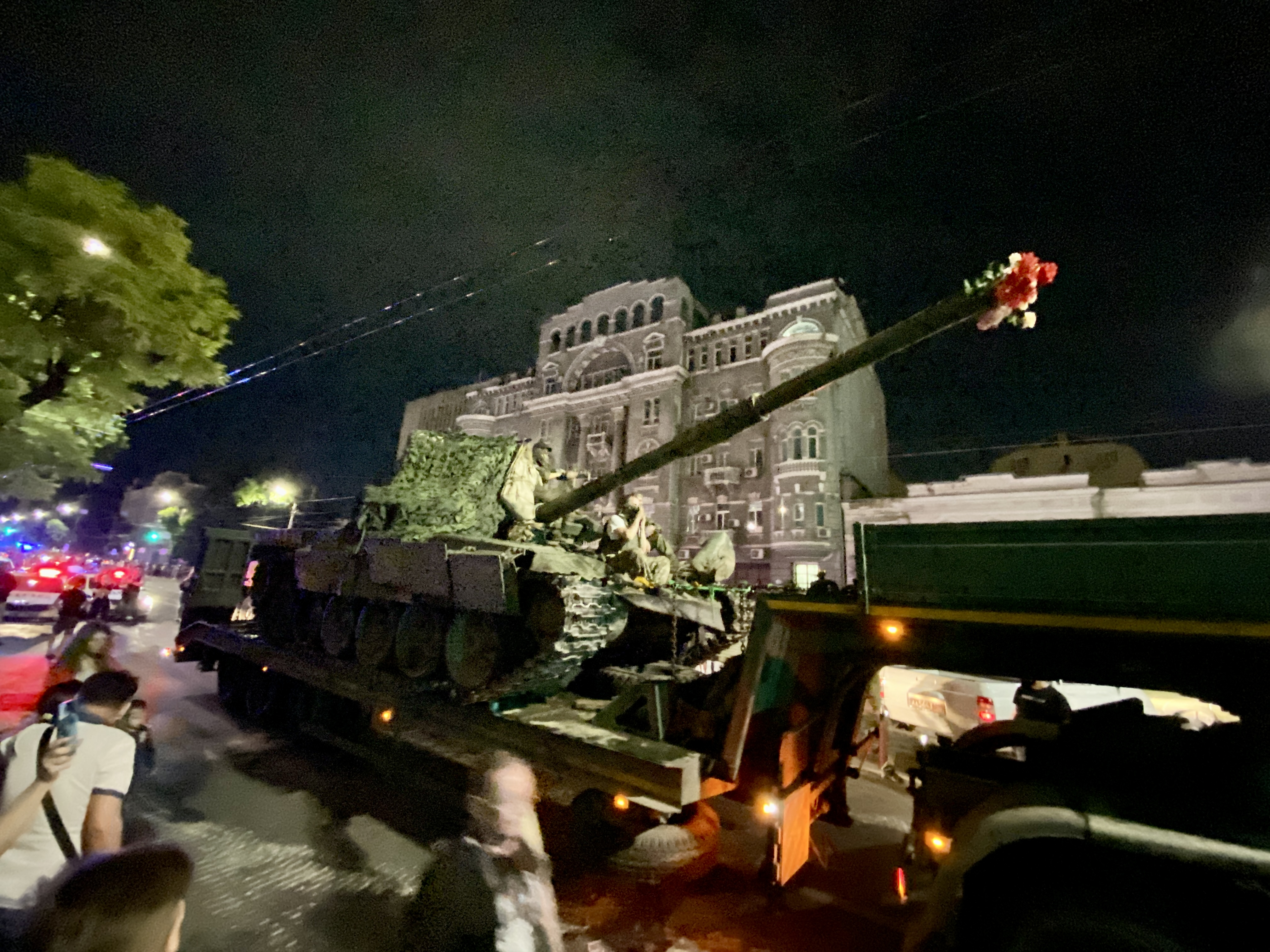
Un tanc Wagner PMCS a Rostov amb flors al morrió després del final del motí del grup Wagner

En 23 de juny els paramilitars prorussos del grup Wagner van amotinar-se a Rostov i van enviar una columna militar a Moscou. Al capvespre, quan els paramilitars eren a uns 200 quilòmetres de Moscou, Ievgueni Prigojin va pactar l'aturada dels seus mercenaris i l'exili a Belarús a canvi d'evitar cap represàlia en contra seu.
El 26 de juliol Ucraïna va intensificar la contraofensiva, iniciant un atac més massiu i amb unitats de combat més grans i més ús d'equipament militar occidental. A l'est, al front de Bakhmut, van avançar en l'intent d'envoltar pels flancs Bakhmut. Al front de Zaporíjia, al sud del país, van recuperar la població d'Staromaiorske en l'eix de Velika-Novosilka, i van iniciar el flanqueig de Robòtine a l'eix més occidental d'Oríkhiv. Amb aquestes incursions van arribar per primer cop a la línia fortificada russa, un cop havien aconseguit trencar les defenses avançades russes les setmanes anteriors en aquests dos punts.
En agost de 2023 es considerava que Ucraïna disposava d'uns 500.000 soldats entre tropes en servei actiu, de reserva i paramilitars mentre Rússia tenia gairebé el triple d'aquest, amb 1.330.000 tropes en servei actiu, de reserva i paramilitars, la majoria d'aquests últims del Grup Wagner. El nombre de baixes va arribar al mig milió de persones, amb 300.000 víctimes russes entre 120.000 morts i entre 170.000 i 180.000 soldats ferits, mentre les ucraïneses eren de prop de 70.000 morts i entre 100.000 i 120.000 ferits.
Les defenses russes que van frenar primer i aturar després la contraofensiva ucraïnesa incloïen els camps de mines més formidables des de la guerra de Corea i nombrosos drons, canviant la naturalesa del conflicte, fins llavors una guerra mecanitzada. Els comandaments ucraïnesos creien que travessar les defenses russes causaria baixes immenses i van mantenir les seves forces dividides entre els fronts est i sud, i en comptes d'un avenç decisiu, es va arribar a un punt mort.

## Ofensiva russa de 2024

### Avanços russos en els primers mesos de 2024

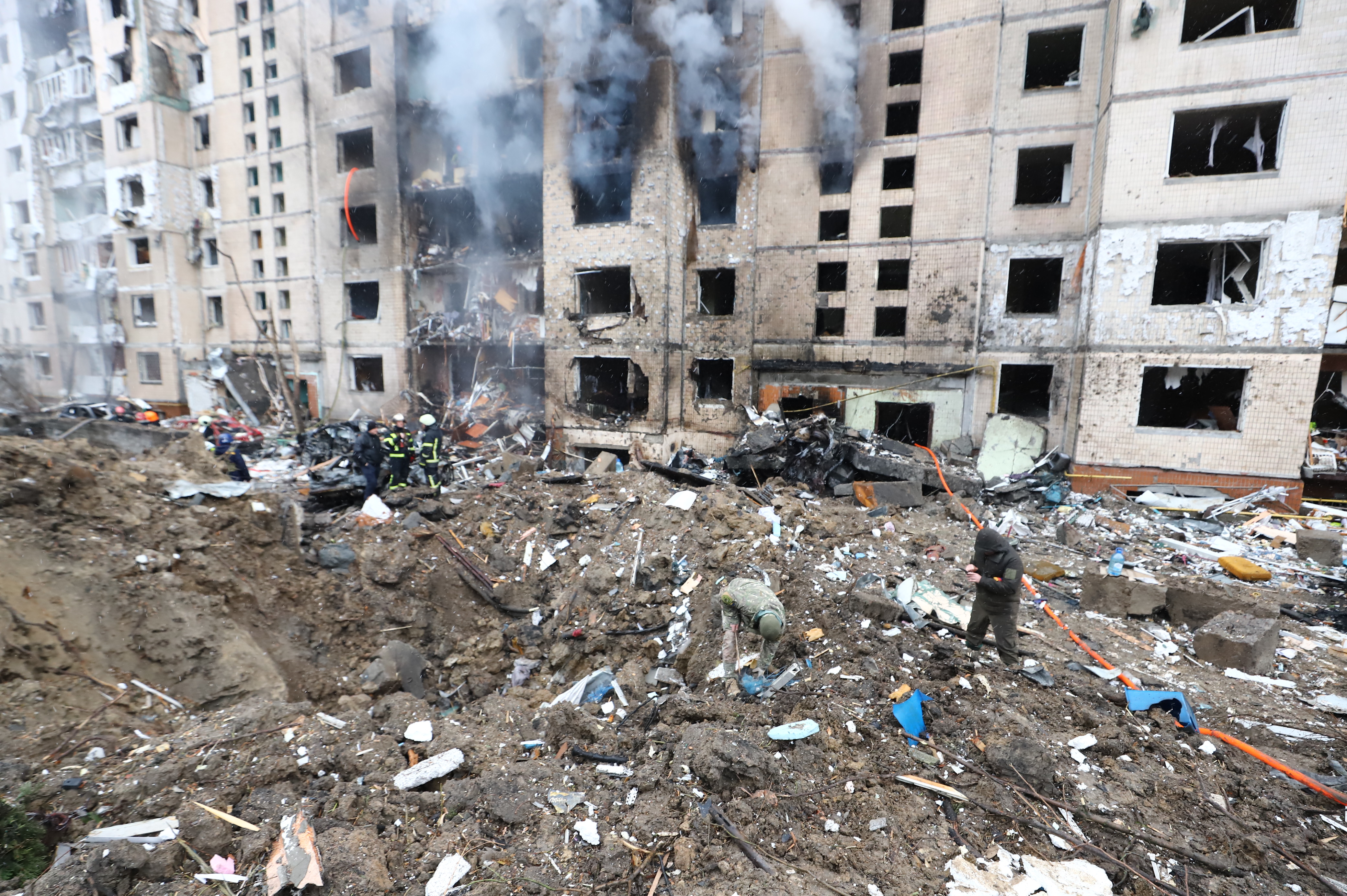
Destrucció per un bombardeig a Kíiv en gener de 2024

Valeri Zalujni va ser destituït com a comandant en cap ucraïnès el 8 de febrer de 2024 enmig de la creixent tensió entre ell i el president Volodímir Zelenski, sent rellevat per Oleksandr Sirski que havia estat el comandant de les forces de terra ucraïneses.

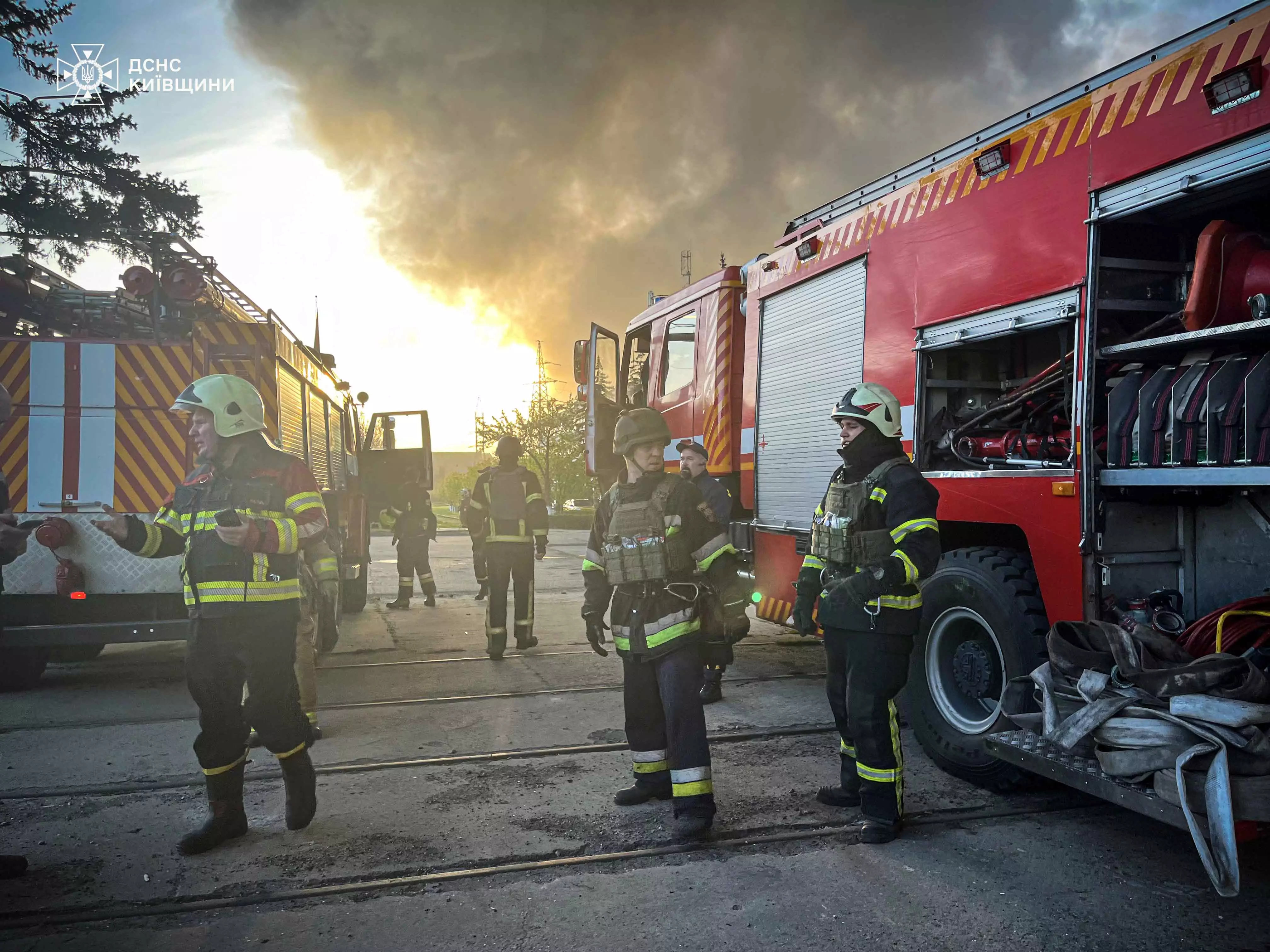
Atac a la central tèrmica de Trypillia l'11 d'abril de 2024

Des de la fallida ofensiva ucraïnesa de 2023, l'ofensiva russa s'ha dividit en cinc grans línies d'atac a la línia Svàtove-Kreminnà, Bakhmut, Avdíivka, Marinka i Robotyne a l'est i el sud d'Ucraïna. L'escassetat de material va degradar la capacitat de les forces ucraïneses per repel·lir les operacions ofensives russes a l'est d'Ucraïna i el febrer de 2024 les forces russes van capturar Avdíivka, el primer gran guany del camp de batalla rus des de la presa de Bakhmut el maig de 2023 i el fracàs de la contraofensiva ucraïnesa, i les forces russes van avançar gradualment a l'oest d'Avdiivka, i pressionant sobre Txàssiv Iar amb objectiu d'avançar sobre Kramatorsk. Rússia va iniciar al març una nova campanya d'atacs aeris contra el les infraestructures elèctriques ucraïneses, entre elles la destrucció de la central tèrmica de Zmievskaya el 22 de març i la central elèctrica de Trypillia el 12 d'abril, malmetent part de la seva capacitat de generació i provocant apagades.
En 2024 Ucraïna ha atacat refineries i ports petrolers russos amb drons, arribant fins a la regió industrial de Tatarstan, a més de 1300 quilòmetres de la frontera. Un atac amb drons va destruir el 5 d'abril sis aparells a la base aèria de Morozovsk, base dels Sukhoi Su-27 i Sukhoi Su-34, el 17 d'abril la base aèria de Dzhankoi a Crimea, i el 27 d'abril va atacar a la regió de Krasnodar el camp d'aviació militar rus de Kushchevsk i dues refineries de petroli. A finals de juliol els èxits ucraïnesos aconseguiren que no quedessin vaixells militars russos al mar d'Azov i que es reubiquessin a altres bases.
Vladímir Putin fou reelegit a les eleccions presidencials russes de 2024 celebrades el 17 de març amb més del 88% dels vots emesos. L'oposició denuncia un frau massiu, de l'ordre de desenes de milions de vots.
En 17 d'abril de 2024 la BBC va informar que el seu recompte de soldats russos morts en la guerra havia arribat a 50.000. El govern nord-americà va aprovar el 20 d'abril una ajuda per valor de 61.000 milions de dòlars a Ucraïna, de les quals un terç es destinarien a armes i municions. L'eficàcia dels blindats en el camp de batalla va reduir-se per la vigilància i els atacs molt eficaços dels drons, que han causat moltes baixes en blindats russos, i el 23 d'abril, Ucraïna ha retirat els tancs M1A1 Abrams nord-americans de la primera línia perquè els drons russos han destruït cinc dels trenta-un enviats pels Estats Units d'Amèrica el gener de 2023.

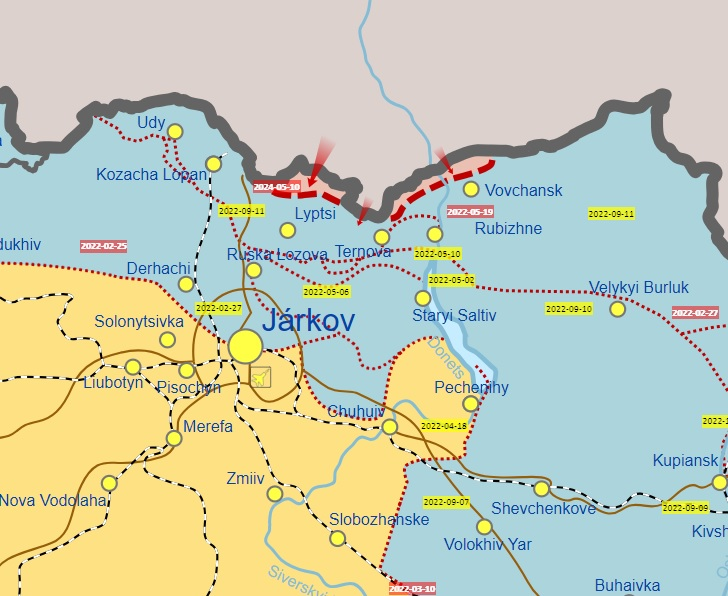
Ofensiva Russa de Khàrkiv de 2024

El 10 de maig l'exèrcit rus va llançar atacs en un tram de 60 quilòmetres de la frontera a l'àrea de Vovtxansk per crear una zona d'amortiment i reduir els atacs ucraïnesos a russia, preparar un nou assalt a Khàrkiv, a 30 quilòmetres al sud o per allunyar les forces ucraïneses d'altres objectius russos clau més al sud, ocupant 49 localitats el 22 de maig i la part nord de Vovtxansk.
El 13 de maig de 2024 Andrei Belousov va substituïr Serguei Xoigú com a ministre de defensa rus. i el 23 de maig Putin va signar un decret que permetia que els actius dels Estats Units, els seus ciutadans i les seves empreses fossin confiscats i utilitzats per a la compensació de les pèrdues ocasionades per les sancions internacionals. El mes de maig els avanços russos van ser modestos.
El mandat de Zelensky estava programat inicialment per finalitzar el maig de 2024, però la invasió russa en curs i la imposició de la llei marcial van impedir que es fessin les eleccions presidencials programades regularment, i s'espera que segueixi sent president fins que acabi la guerra.
El 3 de juliol de 2024, el Ministeri de Defensa rus va afirmar que les seves forces havien agafat el control total del districte de Novi i Kanal a l'est de Txàsiv Iar i, per tant, havien obligat les forces ucraïneses a retirar-se darrere del canal.

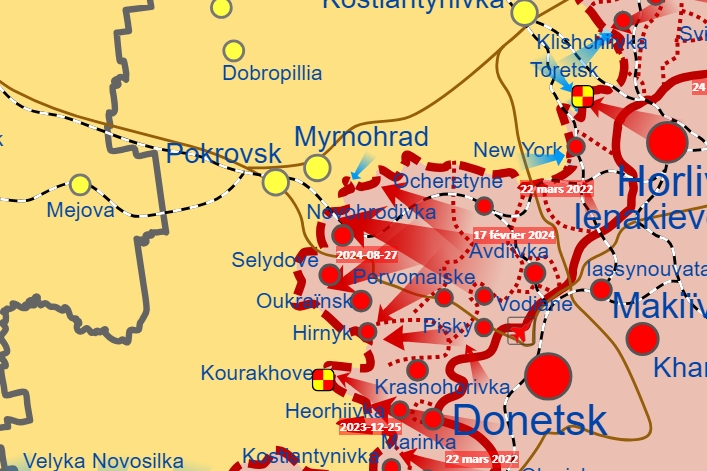
Ofensiva de Pokrovsk en agost de 2024

En juliol i agost l'ofensiva russa es va centrar en direcció a Pokrovsk a la regió oriental de Donbas, un centre logístic utilitzat per les forces ucraïneses amb una estació de ferrocarril i la intersecció de diverses carreteres importants, i també a Khàrkiv, i la forta pressió va produir guanys marginals en els fronts prop de Siversk, Vesele i Txàssiv Iar. L'exèrcit rus ha seguit enviant reforços, inclinant l'equilibri de poder cap al Kremlin, baixant el nombre de soldats russos morts en acció consolidant les seves posicions per augmentar la pressió a la primera línia.
Drons russos van entrar a l'espai aeri de Romania i Letònia el 8 de setembre de 2024. Segons el Ministeri de Defensa romanès, Romania va emprar dos F-16 per controlar un dron que va aterrar en una zona deshabitada a prop de Periprava. El dron que va entrar a l'espai aeri letó des de Bielorússia es va estavellar prop de Rēzekne.

### Arribada de F-16 occidentals a Ucraïna
Des del principi de la guerra, Rússia disposava de superioritat aèria sobre Ucraïna, motiu pel qual Ucraïna va instar els aliats al lliurament de caces F-16. El 4 d'agost de 2024, el president Zelensky va confirmar que ja es trobaven al país, oferint una millora significativa en l'armament ucraïnès, podent proporcionar cobertura aèria a les tropes i atacar objectius terrestres, avions enemics i interceptar míssils. El 31 d'agost, després de la destrucció d'un dels F-16, el president Zelensky va destituir el comandant de la força aèria Mykola Oleshchuk. El 5 de setembre de 2024 Andrii Sybiha va rellevar Dmytro Kuleba, que va dimitir com ministre d'exteriors.

### Incursió ucraïnesa a la regió de Kursk

Incursió a l'Óblast de Kursk de l'agost de 2024

Ucraïna va continuar amb els atacs de llarg abast a aeròdroms russos crítics, infraestructures petrolieres i altres instal·lacions militars i estratègiques, i en paral·lel diversos centenars de soldats ucraïnesos van endinsar-se el 6 d'agost de 2024 uns 15 km de la frontera a l'Óblast de Kursk per una carretera fins al poble de Sverdlikovo, en la incursió més gran a Rússia des que va començar la guerra. El president ucraïnès va manifestar que l'obtenció de presoners de guerra russos era un dels objectius clau de l'operació per a un futur intercanvi de presoners. En resposta, Rússia va intensificar els seus atacs a Ucraïna.
El 17 de setembre un atac de drons ucraïnesos va destruir un dipòsit de municions a Torópets, a l'Óblast de Tver, a l'oest de Rússia que emmagatzemava sistemes de míssils tàctics 9K720 Iskander, sistemes de míssils tàctics 9K720 Iskander, bombes aèries guiades i munició d'artilleria. A finals d'octubre, el secretari d'estat nord-americà Antony Blinken va afirmar que els Estats Units creien que Corea del Nord havia enviat 10.000 soldats a Rússia, desplegant-los inicialment a bases d'entrenament a l'extrem orient, per ser posteriorment enviats a la frontera amb Ucraïna a la regió de Kursk.
Les tropes ucraïneses es van retirar de Kursk el març de 2025. i en 26 d'abril l'operació militar russa per expulsar als militars ucraïnesos de l'Óblast de Kursk es donava per acabada.

### Avanços russos en els darrers mesos de 2024
Caiguda Avdíivka en febrer de 2024, després de l'estiu, els avanços russos es van centrar en recuperar terreny a Kursk i avançar en la batalla de la línia Svàtove-Kreminnà, la batalla de Toretsk, la batalla de Txàssiv Iar, l'ofensiva de Pokrovsk i la batalla de Vuhledar. El 9 de setembre les forces russes havien avançat per capturar l'última porció de Krasnohorivka.
L'1 d'octubre Vuhledar va caure en mans russes després que l'exèrcit ucraïnés evacués les posicions defensives davant un atac a gran escala, quan ja havien arribat al centre de la ciutat, posant en perill tot el front occidental de l'Óblast de Donetsk i amenaçant Dniprò i Zaporíjia. El 29 d'octubre Selídove, la segona ciutat important que cau en mans russes en 2024 després d'Avdíivka després de la retirada ucraïnesa per evitar el combat urbà.
A finals d'octubre, el secretari d'estat nord-americà Antony Blinken va afirmar que els Estats Units creien que Corea del Nord havia enviat 10.000 soldats a Rússia, desplegant-los inicialment a bases d'entrenament a l'extrem orient, per ser posteriorment enviats a la frontera amb Ucraïna a la regió de Kursk.

### Escalada armamentística
En resposta a l'escalada armamentística que va suposar l'aprovació dels Estats Units a l'ús d'armament de llarg abast el 17 de novembre i de mines antipersona el dia 20, les forces armades russes van atacar Dnipró, una de les ciutats ucraïneses més importants, el 21 de novembre de 2024 amb un míssil balístic intercontinental Oréixnik de velocitat hipersònica sense càrrega nuclear.

### Avanços russos a principis de 2025
A principis de 2025 les tropes ucraïneses resistien fermament per limitar els avenços russos l'Óblast de Donetsk, mentre l'exèrcit rus maximitzava la pressió en tota la línia del front, amb forts combats a les zones properes a Pokrovsk, Kuràkhove, Liman, Vremivka, i Kursk, on l'exèrcit ucraïnès va fer una incursió en 2024. Les tropes russes mantenien l'avenç cap a l'oest, en direcció a la frontera de l'Óblast de Dnipropetrovsk, progressant al sud de Pokrovsk amb combats urbans molt complicats a Txàssiv Iar i Toretsk, que protegeixen des de l'est els bastions de Sloviansk i Kramatorsk, i les tropes russes intentaven encerclar la ciudad fortificada de Pokrovsk tallant la cadena logística i assetjar-la, evitant l'assalt frontal. Rússia du a terme operacions als Óblast de Kherson, Zaporíjia i Khàrkiv sense suposar una amenaça per a les capitals regionals.
El 6 de gener Kuràkhove va caure en mans russes i el 27 de gener va caure Velika Novosilka, significant la major victoria estratègica russa des de l'inici de 2025.

### Negociacions per al final de la guerra
Donald Trump va acordar amb Vladímir Putin l'inici de les negociacions de pau en 13 de febrer de 2025, oberts a arrencar les converses immediatament, a partir de renúncies territorials i a la pertinença d'Ucraïna a l'Organització del Tractat de l'Atlàntic Nord (OTAN), però a finals de febrer Volodímir Zelenski va manifestar que estava disposat a renunciar a la presidència ucraïnesa a canvi de l'entrada del país a l'OTAN.
Després de discutir amb Volodímir Zelenski al Despatx Oval, el 3 de març de 2025 Donald Trump va suspendre l'enviament de material militar a Ucraïna. L'11 de març es va anunciar que Ucraïna, després de reunir-se a l'Aràbia Saudita acceptava un alto el foc immediat de 30 dies per negociar amb Rússia, que fou rebutjat per Rússia. En 26 d'abril, en ocasió del funeral del papa Francesc Zelenski i Trump van tornar a reunir-se en la Basílica de Sant Pere del Vaticà.
En ocasió de la Pasqua Ortodoxa Vladímir Putin va anunciar una treva total unilateral del 30 d'abril a les 18.00 hores fins a la mitjanit del 31 d'abril,
El 16 de maig, en les primeres converses directes entre Rússia i Ucraïna des de l'invasió russa d'Ucraïna del 2022 van fer pocs progressos substancials cap a la pau però es va a acordar l'intercanvi de 1.000 presoners.

### Avanços russos a mitjans de 2025
A mitjans de 2025 les tropes ucraïneses resistien fermament per limitar els avenços russos l'Óblast de Donetsk, mentre l'exèrcit rus maximitzava la pressió en tota la línia del front, amb forts combats a les zones properes a Pokrovsk, Liman, Khàrkiv i Sumy. Les tropes russes mantenien l'avenç cap a l'oest, en direcció a la frontera de l'Óblast de Dnipropetrovsk, progressant al sud de Pokrovsk amb combats urbans molt complicats a Txàssiv Iar i Toretsk, que protegeixen des de l'est els bastions de Sloviansk i Kramatorsk, i les tropes russes intentaven encerclar la ciudad fortificada de Pokrovsk tallant la cadena logística i assetjar-la, evitant l'assalt frontal. Rússia du a terme operacions als Óblast de Kherson, Zaporíjia.
Després de mesos de combats, el Ministeri de Defensa rus va afirmar el 31 de juliol de 2025 que les seves forces havien capturat Txàssiv Iar, publicant imatges de drons que mostraven les seves tropes a zones de la ciutat i afirmant que s'havien desallotjat més de 4.200 edificis i estructures amb uns 50 soldats ucraïnesos capturats.

## Ajuda internacional a Ucraïna
Entre el febrer del 2022 i el febrer del 2024, els Estats Units d'Amèrica, els majors contribuïdors a la causa ucraïnesa, van lliurar o lliurar armes i equipaments per valor de 46.200 milions de dòlars a Ucraïna, segons l'Institut Kiel, una organització de recerca alemanya. El subministrament d'armes nord-americanes a Ucraïna es va aturar a principis del 2024 fins que el Senat va aprovar-lo a l'abril.
Alemanya ha donat armes i equipament per valor de 10.700 milions de dòlars, el Regne Unit 5.700 milions de dòlars, Dinamarca 5.200 milions de dòlars i els Països Baixos 4.100 milions de dòlars. El febrer de 2024, la Unió Europea va acordar un paquet d'ajuda addicional de 50.000 milions d'euros després que Hongria deixés de bloquejar l'acord.
A principis del 2023, les nacions occidentals van acordar enviar tancs a Ucraïna. El Regne Unit va proporcionar el Challenger 2, els EUA van enviar 31 tancs M1 Abrams i les nacions europees han enviat diversos tancs Leopard 2 de fabricació alemanya.

## Conseqüències
Aquest conflicte ha generat una greu crisi de refugiats, amb 6,5 milions de persones refugiades a l'extranger i 3,7 milions a llocs més segurs a Ucraïna, creant problemes socials, econòmics i polítics creixents, i ha provocat la pèrdua de desenes de milers de vides.